# Джойс, Роберт Дуайер
Ро́берт Дуа́йер Джо́йс (англ. Robert Dwyer Joyce; 1828—1883) — ирландский поэт и писатель, собиратель ирландских народных песен и музыки.

## Биография
Родился в 1828 году в ирландском графстве Лимерик, где его родители Гаррет и Элизабет (в девичестве — О'Дуайер) Джойс проживали в у северного подножья Баллихурских гор. Кроме Роберта в семье было ещё три сына — Майкл, Джон и Патрик. Джойсы вели свой род от известного распорядителя, франкмасона и каменщика Шона Мора Джойса
Изучал медицину в Ирландском национальном университете в Корке и в 1865 году стал доктором медицины. В том же году стал профессором английской литературы в Католическом университете Ирландии.
В 1866 году будучи разочарован в неудаче восстания фениев, Джойс уехал в Бостон, где занимался медицинской практикой и читал лекции в Гарвардской медицинской школе Гарвардского университета.
В 1883 году вернулся в Дублин, где тогда же и умер.

## Творческая деятельность
Роберт Джойс был государственным служащим и преемником своего брата Патрика в качестве директора школы Клонмеле.
Занимался собиранием ирландской народной музыки, что нашло своё отражение в сборнике The Petrie Collection of the Ancient Music of Ireland, изданного в 1855 году. Нуждаясь в средствах для своих исследований, Джойс занимался написание стихов, рассказов и статей для различных периодических изданий, включая газеты The Nation и Harp. Он создал знаменитые сборники стихов и баллад  «Баллады ирландской конницы» (1872) и «Дейрдре» (1876), разошедшиеся в первую же неделю в 10000 экземпляров, однако его наиболее известным вкладом в ирландскую и мировую литературу и музыкальную культуру являются баллады «Ветер, что колышет ячмень», «Кузнеца Лимерика» и «Мальчики Уэксфорда». Наименование первой баллады легло в название фильма Кена Лоуча «Ветер, что колышет ячмень», завоевавшего в 2006 году Золотую пальмовую ветвь Каннского кинофестиваля. Кроме того известна его поэма «Битва при Бенбёрне» написанная в память о победе Оуэна Роя О’Нила разбившего шотландскую армию во время войн Ирландской конфедерации в битве при Бенбёрне в 1646 году, и позднее ставшая музыкальной балладой.

## Память
На доме в Гленошине, стоящим у дороги между деревнями Ардпатрик и Килдоррери, где жили братья Джойса, размещена памятная доска, написанная на ирландском и английском языках.

## Сочинения
- Joyce R. D. Ballads of Irish chivalry. — Boston: Patrick Donahoe[англ.], 1872. — 451 p.
- Joyce R. D. Ballads, romances, and songs. — Dublin: James Duffy[англ.], 1861. — 317 p.
- Joyce R. D. Blanid. — Boston: Roberts brothers, 1879. — 247 p.
- Joyce R. D. Deirdré. — Boston: Roberts brothers, 1876. — 276 p.
- Joyce R. D. Irish Fireside Tales. — Boston: Patrick Donahoe[англ.], 1871. — 391 p.
- Joyce R. D. Legends of the wars in Ireland. — Boston: J. Campbell, 1868. — 352 p.
- Joyce R. D. The Black Smith of Limerick // Irish minstrelsy: being a selection of Irish songs, lyrics and ballads, original and translated / Ed., with notes a. introd. by H. Halliday Sparling. — London: Scott, 1887. — P. 22—25. — 217 p.
- Joyce R. D. The Boys of Wexford // Irish minstrelsy: being a selection of Irish songs, lyrics and ballads, original and translated / Ed., with notes a. introd. by H. Halliday Sparling. — London: Scott, 1887. — P. 42—43. — 217 p.
- Joyce R. D. Fineen the Rover // Irish minstrelsy: being a selection of Irish songs, lyrics and ballads, original and translated / Ed., with notes a. introd. by H. Halliday Sparling. — London: Scott, 1887. — P. 128—129. — 217 p.
- Joyce R. D. The Drinan Donn // Irish minstrelsy: being a selection of Irish songs, lyrics and ballads, original and translated / Ed., with notes a. introd. by H. Halliday Sparling. — London: Scott, 1887. — P. 231—232. — 217 p.